# Лідзбарк
Лі́дзбарк (пол. Lidzbark, неофіційно Lidzbark Welski, нім. Lautenburg) — місто в північно-центральній Польщі, на річці Вель.
Належить до Дзялдовського повіту Вармінсько-Мазурського воєводства.

## Демографія
Демографічна структура станом на 31 березня 2011 року:
|          | Загалом | Допрацездатний вік | Працездатний вік | Постпрацездатний вік |
| -------- | ------- | ------------------ | ---------------- | -------------------- |
| Чоловіки | 4006    | 781                | 2846             | 379                  |
| Жінки    | 4269    | 791                | 2595             | 883                  |
| Разом    | 8275    | 1572               | 5441             | 1262                 |